# Nioro du Rip (Département)

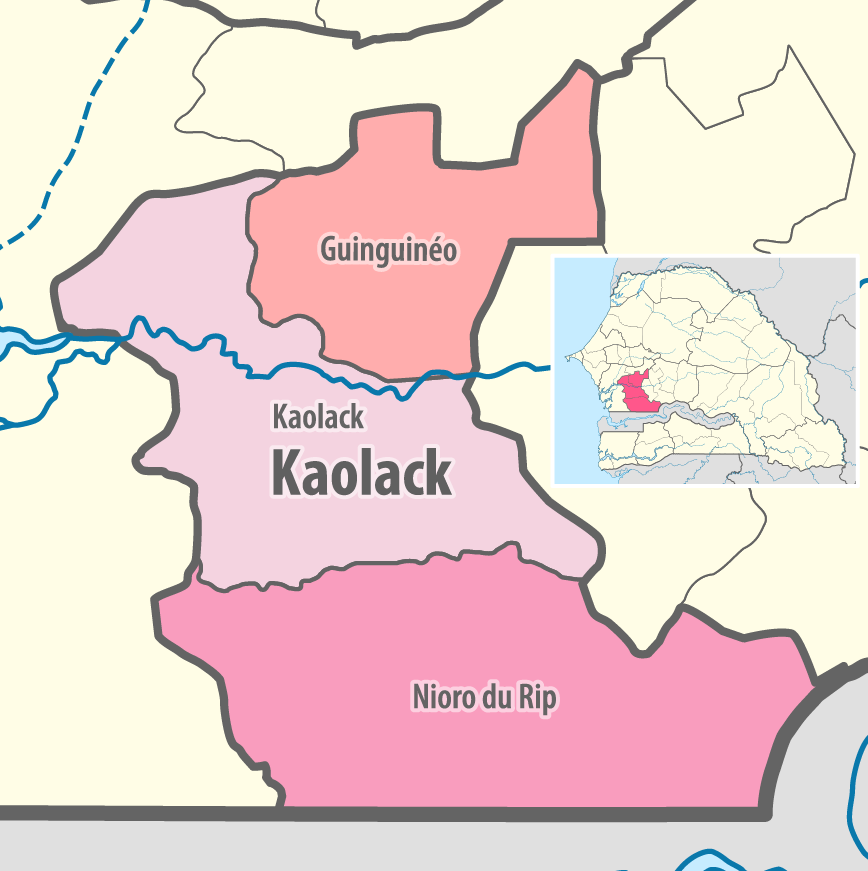
Département Nioro du Rip in der Region Kaolack

Das Département Nioro du Rip ist eines von 45 Départements, in die der Senegal, und eines von drei Départements, in die die Region Kaolack gegliedert ist. Es liegt an der Grenze zu Gambia im Süden der Region im zentralen Senegal mit der Hauptstadt Nioro du Rip.
Das Département hat eine Fläche von 2302 km² und gliedert sich wie folgt in Arrondissements, Kommunen (Communes) und Landgemeinden (Communautés rurales):
| Commune / Arrondissement | Communauté rurale | Einwohner 2013 |
| Nioro du Rip             | —                 | 20.784         |
| Keur Madiabel (2008)     | —                 | 10.542         |
| Médina Sabakh            | Kayemor           | 22.524         |
| Médina Sabakh            | Médina Sabakh     | 43.362         |
| Médina Sabakh            | Ngayene           | 23.842         |
| Paoskoto                 | Gainthe Kaye      | 27.586         |
| Paoskoto                 | Paoskoto          | 16.214         |
| Paoskoto                 | Porokhane         | 33.056         |
| Paoskoto                 | Taïba Niassène    | 27.539         |
| Paoskoto                 | Dabaly            | 10.934         |
| Paoskoto                 | Darou Salam       | 26.371         |
| Wack Ngouna              | Keur Maba Diakhou | 27.372         |
| Wack Ngouna              | Ndramé Escale     | 20.537         |
| Wack Ngouna              | Wack Ngouna       | 36.911         |
| Wack Ngouna              | Keur Mandongo     | 9.354          |
| Département              | —                 | 356.927        |